# Karelové
Karelové (karelsky karjalaižet) jsou národ ugrofinské jazykové skupiny. Obyvatelstvo této národnosti (východofinské skupiny) žije v severozápadním Rusku, především v autonomní republice Karélie, ale také například v Tverské oblasti.
Mluví pobaltskou finštinou (v rozporu s Karely označovanými obyvateli finského regionu Karélie, kde je zachován finský dialekt). Počet Karelů prudce klesá, bylo jich ale od raného středověku přes 100 000 v Kyjevské Rusi a počet se snižoval, od 17. století jsou Karelové pod ruským vlivem. Přesto si zachovávají vlastní bohatou kulturu. Proslulý finský národní epos Kalevala byl Eliasem Lönnrotem z velké části sestaven ze slovesných útvarů karelského původu. Karelové jsou ruští pravoslavní křesťané.